# جون ماكدونالد (طبيب نفسي)
جون ماكدونالد (بالإنجليزية: John Macdonald)‏ هو طبيب نفسي نيوزيلندي، ولد في 7 نوفمبر 1920 في دنيدن في نيوزيلندا، وتوفي في 16 ديسمبر 2007.